# Primeira Divisão 1983-1984
La Primeira Divisão 1983-1984 è stata la 46ª edizione della massima serie del campionato portoghese di calcio e si è conclusa con la vittoria del Benfica, al suo ventiseiesimo titolo.
Capocannoniere del torneo è stato Fernando Gomes (Porto) e Tamagnini Nené (Benfica) con 21 reti.

## Classifica finale
|    | Classifica           | Pt | G  | V  | N  | P  | GF | GS |
| -- | -------------------- | -- | -- | -- | -- | -- | -- | -- |
| 1  | Benfica              | 52 | 30 | 24 | 4  | 2  | 86 | 22 |
| 2  | Porto                | 49 | 30 | 22 | 5  | 3  | 65 | 9  |
| 3  | Sporting             | 42 | 30 | 19 | 4  | 7  | 58 | 24 |
| 4  | Sporting Braga       | 37 | 30 | 15 | 7  | 8  | 40 | 32 |
| 5  | Vitória Setúbal      | 34 | 30 | 13 | 8  | 9  | 43 | 28 |
| 6  | Vitória de Guimarães | 31 | 30 | 14 | 3  | 13 | 41 | 41 |
| 7  | Boavista             | 31 | 30 | 12 | 7  | 11 | 36 | 31 |
| 8  | Varzim               | 29 | 30 | 10 | 9  | 11 | 32 | 39 |
| 9  | Rio Ave              | 29 | 30 | 11 | 7  | 12 | 35 | 35 |
| 10 | Portimonense         | 26 | 30 | 10 | 6  | 14 | 27 | 37 |
| 11 | Salgueiros           | 21 | 30 | 6  | 9  | 15 | 23 | 41 |
| 12 | Farense              | 21 | 30 | 5  | 11 | 14 | 29 | 54 |
| 13 | Penafiel             | 21 | 30 | 7  | 7  | 16 | 18 | 55 |
| 14 | Estoril-Praia        | 21 | 30 | 6  | 9  | 15 | 22 | 51 |
| 15 | Águeda               | 19 | 30 | 7  | 5  | 18 | 25 | 55 |
| 16 | Sporting de Espinho  | 17 | 30 | 5  | 7  | 18 | 19 | 45 |

### Verdetti
- Benfica campione di Portogallo 1983-1984.
- Benfica qualificato alla Coppa dei Campioni 1984-1985.
- Porto qualificato alla Coppa delle Coppe 1984-1985.
- Sporting Lisbona e  Braga  qualificate alla Coppa UEFA 1984-1985.
- Estoril Praia,  Águeda e  Espinho retrocesse.